# 점액세균
점액세균(粘液細菌, myxobacteria, "slime bacteria") 또는 점액세균류(粘液細菌類)는 점액세균목(Myxococcales)에 속하는 세균의 총칭이다. 두께 0.6~1.2 μm, 길이 3~15 μm의 간균으로 활주운동에 의해 이동한다. 점액세균들은 집단(swarm)으로 함께 모여서 생활하는 특성이 있는데, 영양분이 결핍된 상황에서 수십만 마리의 세포들이 한 점으로 모여서 다세포 자실체를 형성하며, 간균 형태의 세포들은 자실체 내에서 구형 또는 타원형의 포자로 변형된다. 포자들은 열악한 환경에서도 장기간 생존할 수 있다. 영양분이 이용 가능하게 되면 자실체를 구성한 수십만 개의 포자들이 동시에 발아하여 다시 세포의 집단을 형성한다. 주로 토양에서 서식하며, 다른 미생물 또는 유기물질들을 소화함으로써 영양분을 얻는다. Sorangium cellulosum과 Byssovorax cruenta는 셀룰로오스를 분해하여 영양분을 얻기도 한다. 점액세균의 한 종인 Minicystis rosea은 세균 중에서 가장 큰 유전체(16.0 Mbp)를 지니고 있다. 점액세균은 의학적으로 중요한 다양한 생리활성물질을 생산한다. 에포틸론(epothilone)은 점액세균에서 발견된 대표적 생리활성물질로 에포틸론-B 유도체 익사벱필론(ixabepilone)이 익셈프라(IxempraTM)라는 항암치료제로 판매되고 있다.